# Вавила Никомедийский
Вави́ла Никомеди́йский (умер между 305—311) — христианский мученик, учитель, по христианскому преданию, убитый вместе с детьми в гонение императора Максимиана. Память в Православной церкви 4 сентября (по юлианскому календарю).
Во время гонений императора Максимиана в Никомедии на суд были приведены старец Вавила и 84 его ученика, которые были подвергнуты различным пыткам с целью получить от них отречение от христианства, после чего были обезглавлены. Тела казнённых ночью были тайно взяты христианами и вывезены в Византию.
В один день с Вавилой Никомедийским совершается память Вавилы Антиохиского, история которого описана Евсевием Кесарийским. Выдвигаются предположения, что это мог быть один и тот же человек (в ряде византийских календарей даже происходит их смешение), но достаточных оснований для этого нет.